# Kőzettan

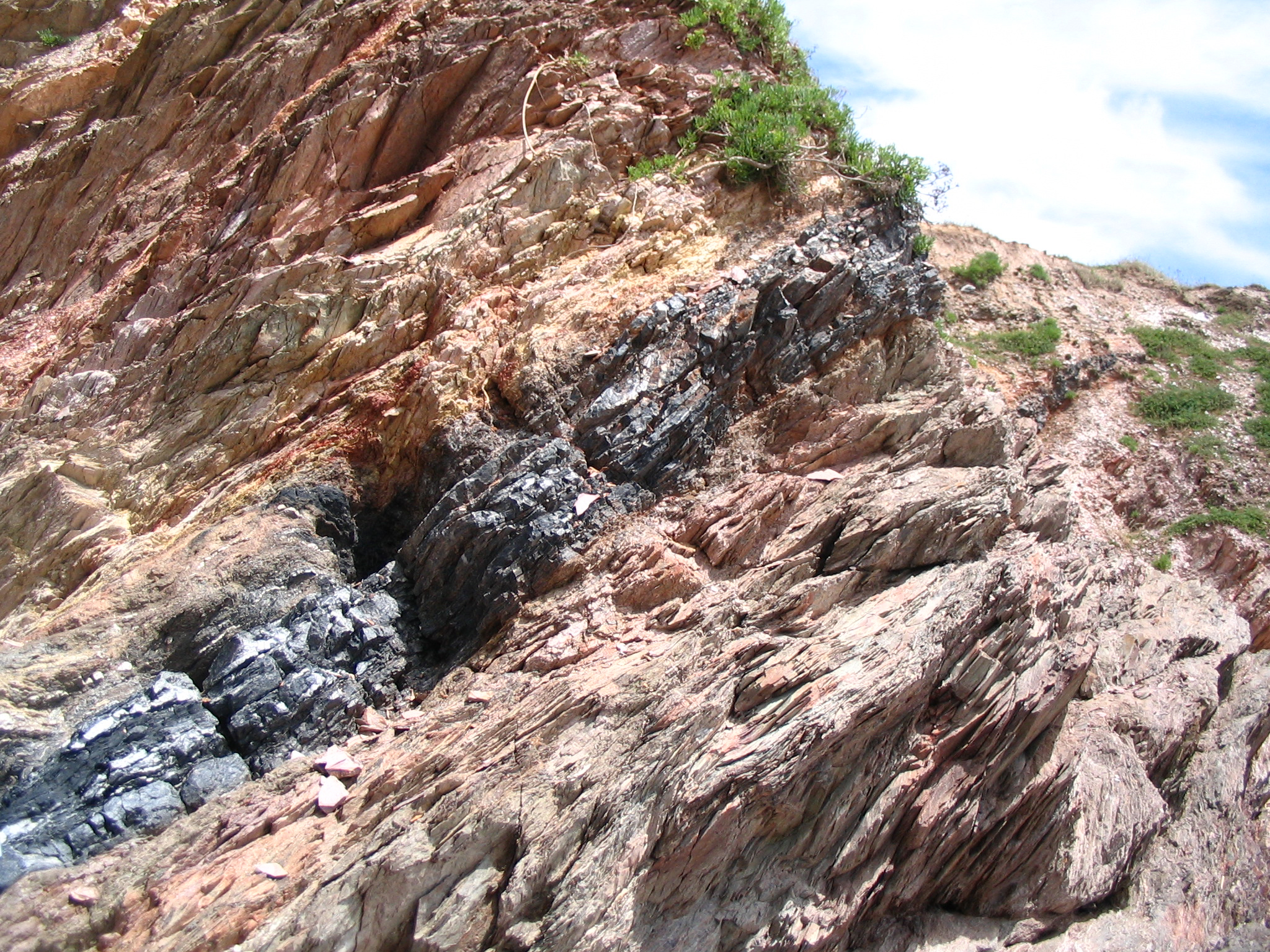
Sötét timsópala, Brétignolles közelében, Vendée megyében, Franciaországban

A kőzettan a kőzetek tanulmányozásával foglalkozó tudomány, a geológia egyik részterülete.

## Elsődleges céljai
A különféle kőzetek
- leírása és rendszerezése:
  - összetételük – kémiai és ásványos összetételük, illetve ősmaradványaik,
  - morfológiájuk – szerkezetük és szövetük jellemzői,
  - megjelenésük – bolygó(n)kon való előfordulásuk és eloszlásuk alapján.
- képződési módjának felderítése, különös tekintettel azok
  - fizikai és kémiai feltételeire,
  - kapcsolataira egyéb földtani folyamatokkal (lemeztektonika, forró pontok, üledékgyűjtő medencék stb.)
  - a bolygó(n)k szerkezetének és kémiai összetételének modellezésére,
  - a kémiai evolúció törvényszerűségeinek felderítésére.

## Fő részterületei
Vizsgálatának tárgya szerint három ágát különítjük el: 
- magmás kőzettan,
- metamorf kőzettan,
- üledékes kőzettan;

A magmás és metamorf kőzetek vizsgálatának leíró (a kőzetek fiziko-kémiai jellemzőit, ásványos és kémiai összetételét számba vevő; a kőzeteket ezen ismérvek alapján csoportosító) ágazata a petrográfia; ugyanezen kőzetek keletkezését (körülményeit, folyamatát) modellező része a petrológia.
Különleges területe a kísérleti kőzettan, amely laboratóriumokban modellezi a természetes folyamatokat:
- a magmás és metamorf kőzetek (többfázisú szilárd rendszerek, olvadékok) kialakulását a mélyebb földkéregben és -köpenyben uralkodó nyomás- és hőmérsékletviszonyok mellett,
- különféle üledékek képződését.

## Alkalmazott kőzettan
- szénkőzettan,
- kerogének kőzettana – olaj- és gáztartalmú kőzetekkel foglalkozik,
- archeometria – régészeti leletek származási helyének, lehetséges nyersanyagforrásainak és készítésük technológiájának ásvány-kőzettani vizsgálata,
- műszaki kőzettan – természetes és mesterséges építőanyagok (például beton, habarcs), hő-, hang- és elektromos szigetelőanyagok kőzettana.

## Kapcsolódó szakterületek
- ásványtan (mineralógia)
- őslénytan
- geokémia
- termodinamika
- fizikai kémia
- kolloidika
- optikai- és elektronmikroszkópia
- analitikai kémia
- ércteleptan

## A kőzettan nevezetes magyar geológusai
- Szabó József (1822–1894): Világhírű petrográfus és mineralógus. A selmecbányai bányászati akadémián tanult. 1848-ban Kossuth Lajos minisztériumába került és a szabadságharc idején a puskaporgyártásnál segédkezett mint Pest megyei salétrom-főfelügyelő. 1862-től a pesti egyetem ásvány-földtan tanszékének tanára, 1883–84-ben az egyetem rektora. Tudományos munkásságának fő területe Magyarország tercier (harmadkori) vulkanizmusának tanulmányozása; a tudományos kőzettanban a trachitrendszer kifejtése. Nevéhez fűződik a budapesti egyetem ásvány-kőzettani intézetének létrehozása, valamint számos egyetemi tankönyv megírása.
- Mauritz Béla (1881-1971): Petrográfus, mineralógus, egyetemi tanár. Krenner József tanársegédjeként a budapesti tudományegyetemen kezdte pályafutását, ahol 1943-44-ben rektor lett. Főként a hazai mélységi és kiömlési magmás kőzetek petrográfiája foglalkoztatta: például az erdélyi eleolitszienitek, a mecseki vulkanitok.
- Szádeczky-Kardoss Elemér (1903–1984): Pályáját a soproni egyetemen kezdte mint tanársegéd, a miskolci Nehézipari Műszaki Egyetem első rektora (1948-50), a szervezésével indult MTA Geokémiai Kutatólaboratórium (1955) igazgatója, de nevéhez kapcsolódik az MTA Föld- és Bányászati Tudományok Osztályának megszervezése (1965) is. A magyarországi szénkőzettan és a geokémia megalapítója, a lemeztektonika elmélet első hazai képviselője és népszerűsítője.